# Davis Kiplangat
Davis Kiplangat (10 luglio 1998) è un mezzofondista keniota.

## Palmarès
| Anno | Manifestazione    | Sede        | Evento        | Risultato | Prestazione | Note |
| ---- | ----------------- | ----------- | ------------- | --------- | ----------- | ---- |
| 2015 | Mondiali allievi  | Cali        | 3000 m piani  | Argento   | 7'54"52     |      |
| 2015 | Africani allievi  | Réduit      | 3000 m piani  | Oro       | 7'56"29     |      |
| 2015 | Africani juniores | Addis Abeba | 10000 m piani | Argento   | 29'59"32    |      |
| 2017 | Mondiali          | Londra      | 5000 m piani  | Batteria  | 14'52"98    |      |
| 2018 | Mondiali indoor   | Birmingham  | 3000 m piani  | 7º        | 8'18"03     |      |

## Campionati nazionali
2016
- 7º ai campionati kenioti, 5000 m piani - 13'56"7

2018
- 6º ai campionati kenioti, 5000 m piani - 13'43"31

2019
- 4º ai campionati kenioti, 5000 m piani - 13'46"0

## Altre competizioni internazionali[1]
2015
- Oro ai Commonwealth Youth Games ( Apia), 3000 m piani - 7'59"56

2017
- 8º all'ISTAF Berlin ( Berlino), 5000 m piani - 13'18"09
- Bronzo al Birmingham Grand Prix ( Birmingham), 3000 m piani - 7'40"63
- 5º ai London Anniversary Games ( Londra), 3000 m piani - 7'38"33
- Argento all'Hanžeković Memorial ( Zagabria), 3000 m piani - 7'39"97

2018
- 10ºall'Athletissima ( Losanna), 5000 m piani - 13'13"57
- 8º allo Shanghai Golden Grand Prix ( Shanghai), 5000 m piani - 13'13"55

2019
- 9º all'Athletissima ( Losanna), 5000 m piani - 13'08"09
- 13º al Golden Gala ( Roma), 5000 m piani - 13'11"65
- 5º al Prefontaine Classic ( Eugene), 2 miglia - 8'16"02
- 9º ai Bislett Games ( Oslo), 3000 m piani - 7'42"20
- 7º alla Zevenheuvelenloop ( Nimega), 15 km - 43'03"